# Iambia jansei
Iambia jansei là một loài bướm đêm trong họ Noctuidae.